# Liga Jovem da UEFA de 2021–22
A Liga Jovem da UEFA de 2021–22 foi a oitava edição da UEFA Youth League, uma competição europeia de futebol de clubes juvenil organizada pela UEFA.
O Real Madrid, que conquistou o título em 2019–20, foi o detentor do título, já que a edição 2020–21 foi cancelada devido à pandemia de COVID-19 na Europa e o título não foi concedido. Eles foram eliminados pelos rivais da cidade Atlético Madrid nas oitavas de final.
O time português Benfica conquistou o seu primeiro título, derrotando o Red Bull Salzburg por 6 a 0 na final. Esta foi uma repetição da final de 2017, vencida pelo Salzburg por 2-1. Foi também o primeiro título do Benfica no futebol Europeu desde a Taça dos Campeões Europeus de 1961–62. Em agosto, o Benfica disputou a primeira edição da Taça Intercontinental Sub-20, ao bater o campeão da CONMENBOL, o Peñarol, por 1-0.

## Equipes
Podem participar no torneio um total de 64 equipas de pelo menos 32 das 55 federações da UEFA. Eles são divididos em duas seções, cada uma com 32 equipes:
- Caminho da Liga dos Campeões da UEFA: As equipes juvenis dos 32 clubes que se classificaram para o Liga dos Campeões da UEFA de 2021–22 entram no caminho da UEFA Champions League. Em caso de vaga (não ingressando as equipas juvenis), esta era preenchida por uma equipa definida pela UEFA.
- Caminho dos Campeões Nacionais: Os jovens campeões nacionais das 32 principais associações de acordo com seu coeficiente da UEFA de 2021 entraram no Caminho dos Campeões Nacionais. No caso de haver uma vaga (federações sem competição nacional juvenil, bem como campeões nacionais juvenis já incluídos no percurso da UEFA Champions League), era primeiro preenchida pelos detentores do título, caso ainda não tivessem se classificado, e depois pelos campeões nacionais juvenis da próxima federação no ranking da UEFA.

Akademia e Futbollit, Angers, Deportivo La Coruña, Daugavpils, Empoli, Hajduk Split, 1. FC Köln, Miercurea Ciuc, Pogoń Szczecin, St Patrick's Athletic, Trabzonspor, Žalgiris e Zvijezda 09 fizeram suas estreias no torneio. A Lituânia será representada pela primeira vez.

## Calendário
O calendário da competição é o seguinte (todos os sorteios foram realizados na sede da UEFA em Nyon, Suíça, salvo indicação em contrário).
- Para a fase de grupos do Caminho da Liga dos Campeões da UEFA, em princípio as equipas jogam os seus jogos às terças e quartas-feiras das jornadas previstas para a UEFA Champions League, e no mesmo dia que as equipas seniores correspondentes; no entanto, as partidas também podem ser disputadas em outras datas, incluindo segundas e quintas-feiras.
- Para a primeira e segunda eliminatórias do Caminho dos Campeões Nacionais, em princípio os jogos são disputados às quartas-feiras (primeira eliminatória nas jornadas 2 e 3, 2ª eliminatória nas jornadas 4 e 5, conforme previsto para a UEFA Champions League); no entanto, as partidas também podem ser disputadas em outras datas, incluindo segundas, terças e quintas-feiras.